# Tour La Villette
Tour La Villette (früher auch Tour Périphérique, Tour Pariferic, Tour Pariphérique, Tour Daewoo und Tour Olympe genannt) ist der Name eines Hochhauses in Aubervilliers, unmittelbar an der nördlichen Stadtgrenze von Paris. Das 1972 fertiggestellte und im Stil der Moderne erbaute Hochhaus verfügt über 35 Etagen und misst 125 Meter. Entworfen wurde das Hochhaus vom Architekten Michel Holley. Der Büroturm wurde in den 1970er Jahren neben einer Reihe weiterer Gebäude wie dem Hôtel Hyatt Regency Paris Étoile, der Tour Pleyel oder den Tours Mercuriales, die sich alle in Größe und Baustil ähneln, an den verschiedenen Stadttoren um Paris herum errichtet. Das Gebäude wurde in der Vergangenheit mehrmals verkauft. Zuletzt wechselte es 2022 den Besitzer. Die Groupe Eurasia plant das Gebäude um 5 Etagen aufzustocken, umfangreich zu renovieren und einen Teil der Büroflächen in ein Hotel und Co-Living-Wohnungen umzuwandeln.
Der Büroturm ist mit der Métrostation Porte de la Villette an den öffentlichen Nahverkehr im Großraum Paris angebunden.